# Masīnān
Masīnān (persiska: مینان, Mīnān, مسينان) är en ort i Iran.   Den ligger i provinsen Kerman, i den centrala delen av landet, 700 km sydost om huvudstaden Teheran. Masīnān ligger 2 522 meter över havet och antalet invånare är 266.
Terrängen runt Masīnān är kuperad.Runt Masīnān är det ganska glesbefolkat, med 39 invånare per kvadratkilometer. Närmaste större samhälle är Rīseh, 14,3 km sydost om Masīnān. Omgivningarna runt Masīnān är i huvudsak ett öppet busklandskap.